# Лопецит
Лопецит (рос. лопецит; англ. lopezite; нім. Lopezit m) — мінерал, хромат калію острівної будови.
Хімічна формула: K2[Cr2O7].
Сингонія триклінна.
Вид пінакоїдальний.
Утворює призматичні або товстопластинчасті кристали.
Присутні двійники.
Розчиняється у воді.
Густина 2,69.
Колір оранжево-червоний.
Спайність досконала.
Прозорий.
Зустрічається у порожнинах каліче в Чилі. Рідкісний.
За прізв. чилійського колекціонера мінералів Е.Лопеца (E.Lopez), M.C.Bandy, 1937.